# 459
459 (CDLIX) var ett normalår som började en torsdag i den julianska kalendern.

## Händelser

### Okänt datum
- Dathusena blir kung av Sri Lanka.
- Majoranus erövrar Arles från visigoterna.

## Födda
- 15 november – B'utz Aj Sak Chiik, kung av Palenque.

## Avlidna
- Hormazd III, kung av Persien.
- Symeon styliten, kristet helgon.